# Kasztiliasz I
Kasztiliasz I (kas. Kaštiliašu) – według Babilońskiej listy królów A i Synchronistycznej listy królów trzeci władca z dynastii kasyckiej. W inskrypcji Aguma-kakrime wymieniany jako przodek Aguma II.

## Imię
Imię tego władcy wymieniają trzy źródła:
| źródło                        | zapis imienia króla           |
| ----------------------------- | ----------------------------- |
| Babilońska lista królów A     | m/Kaš-til\-iá-šu (I 18')      |
| Synchronistyczna lista królów | mKaš-til-/x\-šu (I 12')       |
| inskrypcja Aguma-kakrime      | /Kaš-til-ia-šu\ (V R 33 I 17) |

## Panowanie
Nie są znane żadne inskrypcje tego władcy, nie jest wymieniany też w żadnych współczesnych mu źródłach pisanych. Jedynym źródłem informacji o nim są powstałe później listy królów (Babilońska lista królów A i Synchronistyczna lista królów) oraz inskrypcja Aguma-kakrime. Według Babilońskiej listy królów A był on trzecim królem z dynastii kasyckiej i panował przez 22 lata. Jako jego poprzednika wymienia ona Aguma I, a jako następcę Uszszi. Również zgodnie z Synchronistyczną listą królów był trzecim królem z dynastii kasyckiej i jako jego poprzednika podaje ona Aguma I. Zgodnie z tym źródłem następcą Kasztiliasza I miał być jednak Abi-Rattasz. Następstwo władców z Synchronistycznej listy królów potwierdza  inskrypcja Aguma-kakrime, gdzie Kasztiliasz I występuje jako syn Aguma I (zwanego tu Agumem Wielkim) i ojciec Abi-Rattasza.
Nie wiadomo dokładnie kiedy panować miał Kasztiliasz I. Według Synchronistycznej listy królów był wprawdzie współczesnym asyryjskiemu królowi Szamszi-Adadowi II (ok. 1585-1580 p.n.e.), ale bardziej prawdopodobne wydaje się założenie, iż był on współczesny ostatnim władcom z dynastii starobabilońskiej (1 połowa XVII w. p.n.e.).
Zdaniem niektórych naukowców albo on, albo któryś z dwóch pozostałych wczesnokasyckich władców o tym imieniu (Kasztiliasz II, Kasztiliasz III), mógł być tożsamy z jednym z władców królestwa Hana, również noszącym imię Kasztiliasz.